# Lažany (Přestavlky)
Lažany jsou malá vesnice, část obce Přestavlky v okrese Plzeň-jih v Plzeňském kraji. Nachází se asi dva kilometry západně od Přestavlků. Je zde evidováno 14 adres. V roce 2011 zde trvale žilo 17 obyvatel.
Lažany leží v katastrálním území Přestavlky u Dnešic o výměře 9,83 km².

## Historie
První písemná zmínka o vesnici pochází z roku 1250.

## Obyvatelstvo
| Rok            | 1869 | 1880 | 1890 | 1900 | 1910 | 1921 | 1930 | 1950 | 1961 | 1970 | 1980 | 1991 | 2001 | 2011 | 2021 |
| -------------- | ---- | ---- | ---- | ---- | ---- | ---- | ---- | ---- | ---- | ---- | ---- | ---- | ---- | ---- | ---- |
| Počet obyvatel | 69   | 99   | 147  | 104  | 97   | 84   | 66   | 47   | 43   | 29   | 27   | 15   | 14   | 17   | 23   |
| Počet domů     | 13   | 15   | 25   | 16   | 15   | 15   | 13   | 14   | 14   | 9    | 7    | 7    | 8    | 10   | 11   |

## Obecní správa
Při sčítání lidu
v letech 1850–1899 Lažany byly osadou obce Přestavlky v okrese Stříbro. V letech 1900–1929 byly osadou města Stod v okrese Stříbro. V letech 1930–1962 byly znovu osadou obce Přestavlky, se kterým patřily nejprve do okresu Stříbro, ale v roce 1950 v okrese Přeštice. V letech 1963–1992 byly částí obce Dnešice v okrese Plzeň-jih. Od 1. ledna 1993 jsou opět částí obce Přestavlky v okrese Plzeň-jih.

## Galerie

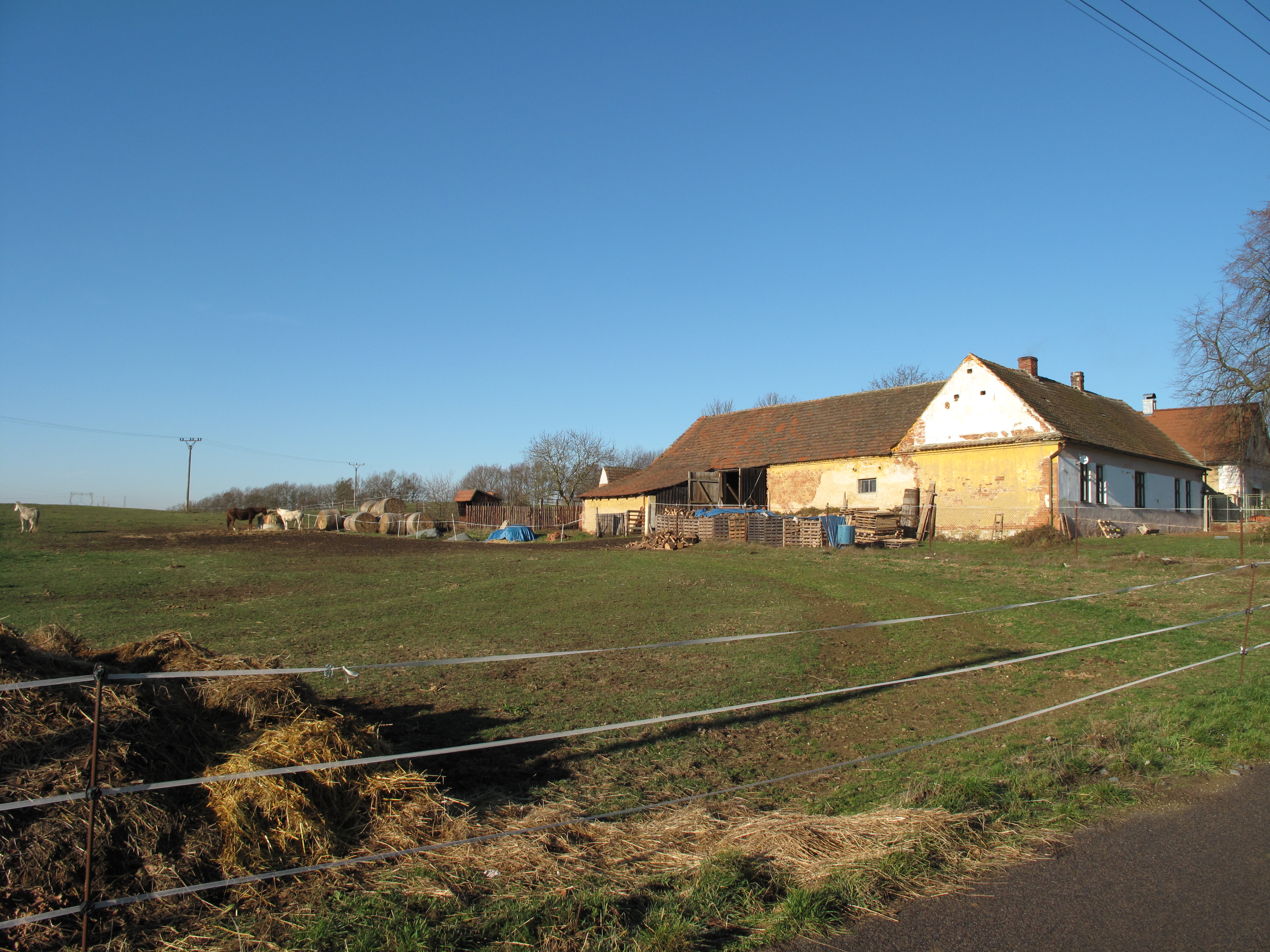
Statek s výběhem
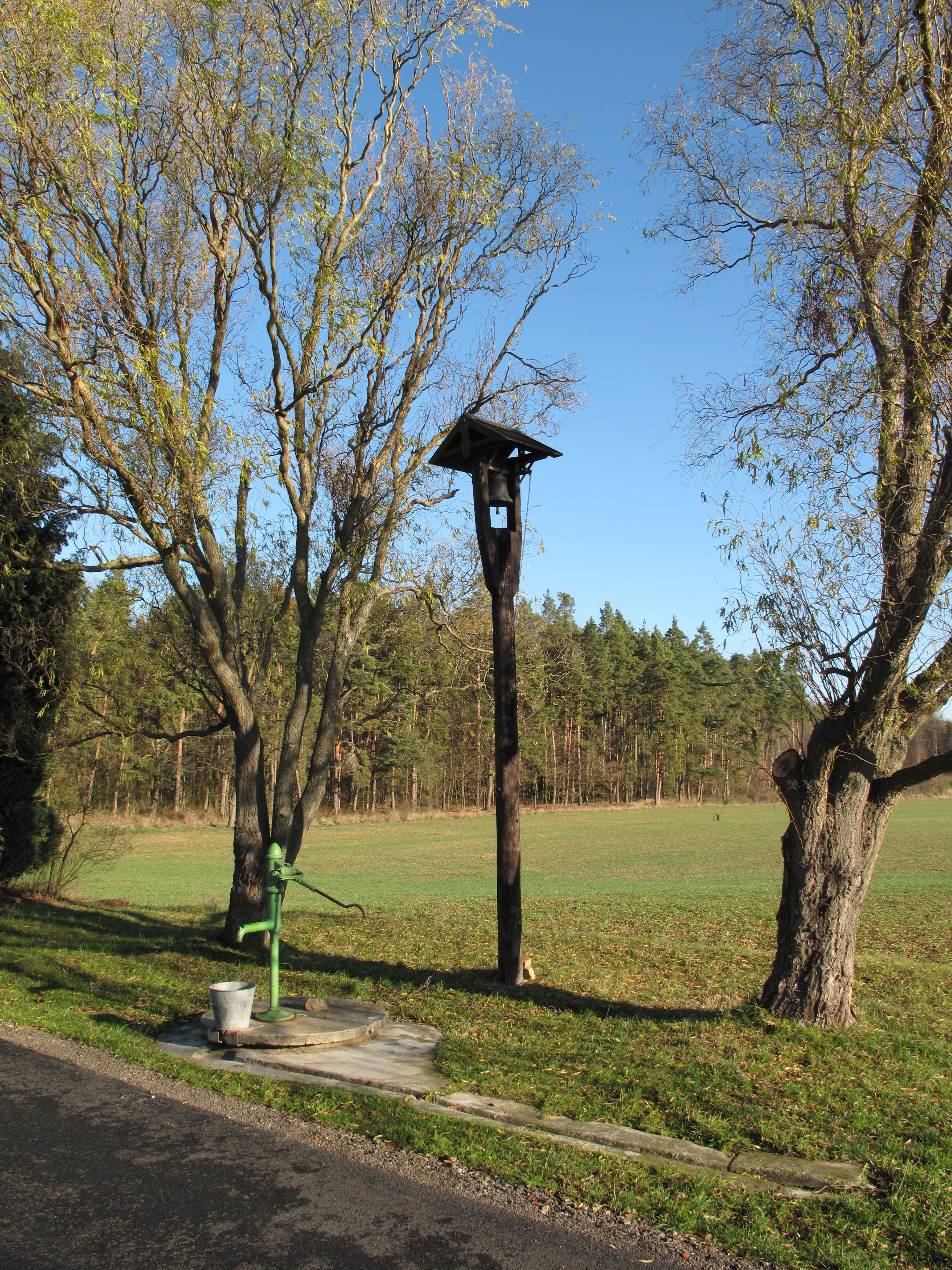
Zvonička v Horních Lažanech
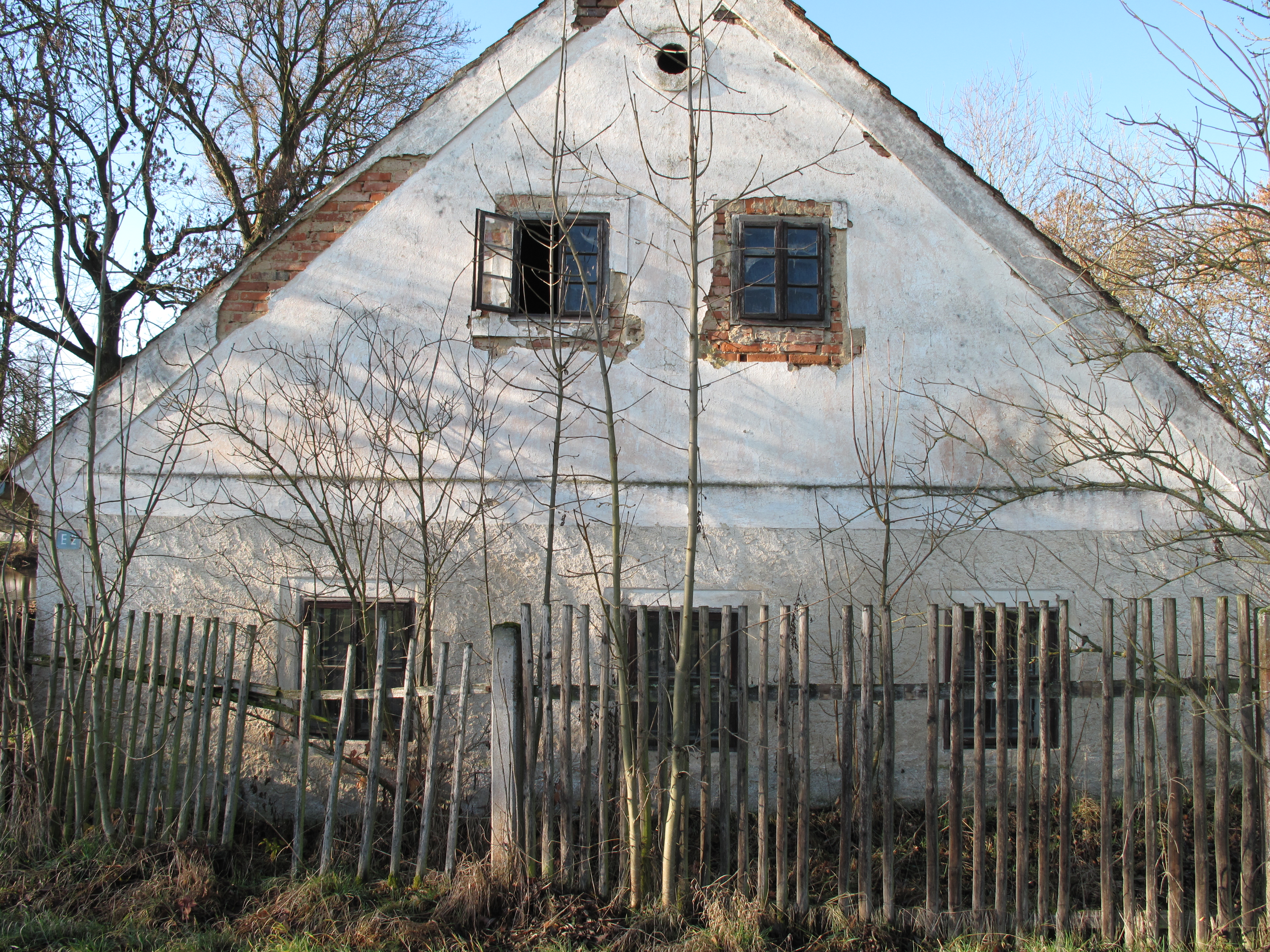
Opuštěná chalupa
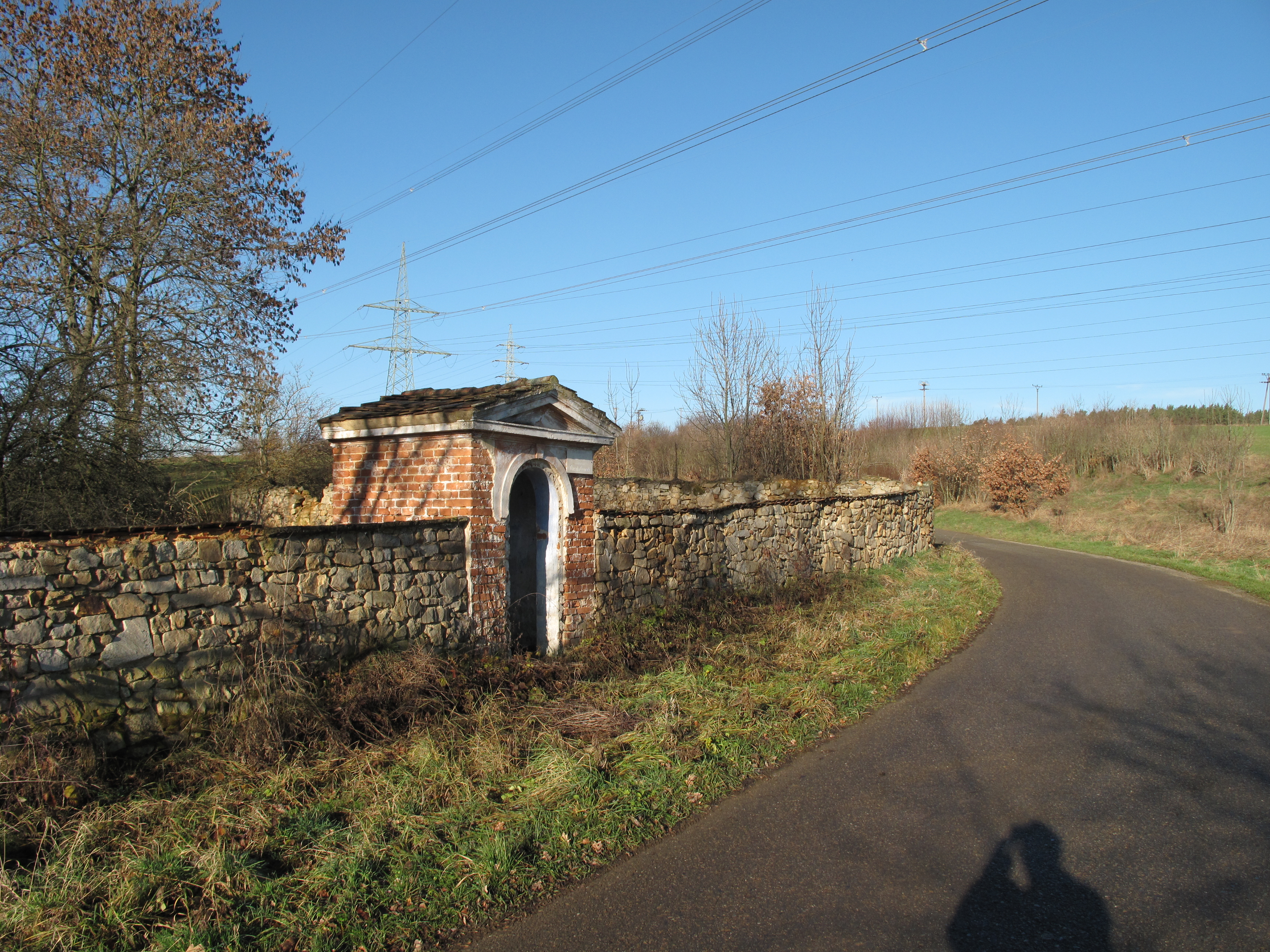
Kaple v Dolních Lažanech
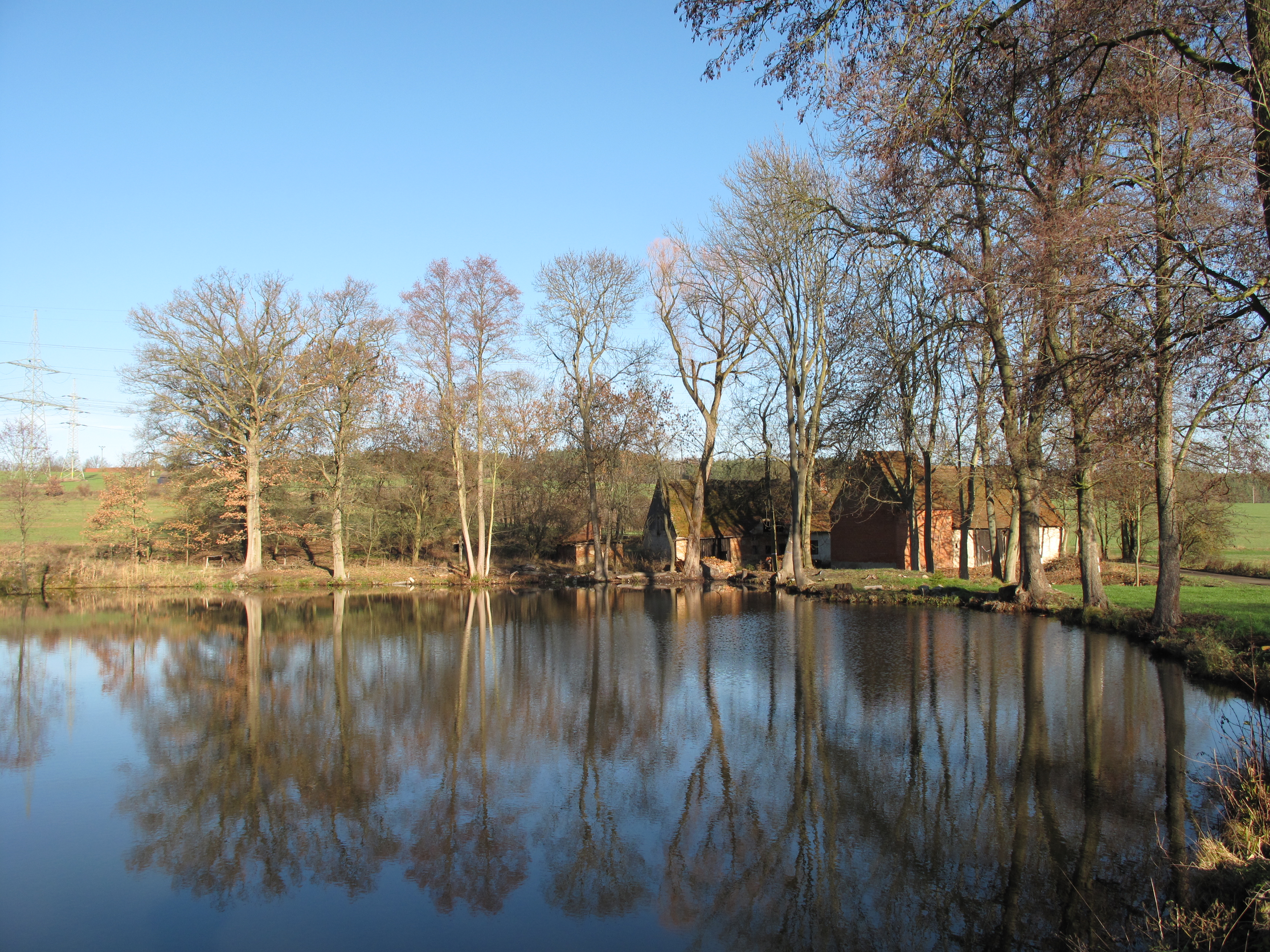
Rybník